# David Cage
(David Cage, "A Word About Fahrenheit..." –  2005)
David Cage, pseudonimo di David De Gruttola (Mulhouse, 9 giugno 1969), è un autore di videogiochi, sceneggiatore e musicista francese.

## Biografia

### Prima dei videogiochi
Nato a Mulhouse, in Francia, Cage è il capo dell'azienda produttrice di videogiochi Quantic Dream. Cage ha un ruolo centrale nella società e lo sviluppo dei giochi, in quanto fondatore, co-amministratore delegato (con Guillaume de Fondaumière). Come musicista professionista, ha creato la società Totem Interactive nel 1993, che ha lavorato in produzioni musicali e audio. Ha lavorato come musicista freelance in diverse televisioni, film e progetti di videogiochi, coinvolto con il lavoro colonna sonora originale.

### Carriera nel mondo dei videogiochi
Le sue opere precedenti (con il nome De Gruttola) includono la musica nei giochi di Super video Danny nel 1994, Cheese Cat-Astrophe starring Speedy Gonzales e Timecop nel 1995 e Hardline nel 1997. In quello stesso anno David Cage ha fondato Quantic Dream ed ha progettato e diretto tutti i giochi sviluppati dallo studio: Omikron: The Nomad Soul nel 1999, Fahrenheit nel 2005, Heavy Rain nel 2010, Beyond: Due anime nel 2013 e Detroit: Become Human nel 2018. Quantic Dream è uno dei maggiori pionieri del genere Dramma interattivo, ponendo l'accento sulla narrazione, emozione e innovazione. Cage ha dichiarato: «Vogliamo costruire su quanto abbiamo realizzato con Heavy Rain. Abbiamo creato un genere. E vogliamo dimostrare che Heavy Rain non è stato una coincidenza o un colpo fortunato – che è stato davvero qualcosa che ha avuto un senso e che possiamo ripetere».
Ai BAFTA Interactive Entertainment, in cui Quantic Dream ha vinto tre premi per Heavy Rain e precedentemente una nomina per Fahrenheit, Cage ha dichiarato: «I giochi esplorano sempre le stesse cose. Riguardano solo l'essere potenti, essere i buoni contro i tizi cattivi – quella è solo una piccolissima parte di ciò che si può fare. Ci sono tante altre storie da raccontare, tante emozioni da provare – questo è un fantastico nuovo mezzo, abbiamo modo di fare molto di più di ciò a cui siamo abituati». Il noto game director Warren Spector ha descritto Cage come un genio e uno dei migliori narratori della storia dei videogiochi.
Nel 2014 Cage ha ricevuto il titolo di "Cavaliere della Legion d'Onore", l'onorificenza più alta attribuita dalla Francia per il suo ventennale contributo dedicato al settore; un traguardo senza precedenti per uno sviluppatore di videogiochi.

## Videogiochi
| Titolo                  | Data pubblicazione | Piattaforma                  |
| ----------------------- | ------------------ | ---------------------------- |
| Omikron: The Nomad Soul | 1999               | Windows                      |
| Omikron: The Nomad Soul | 2000               | Dreamcast                    |
| Fahrenheit              | 2005               | Windows, PlayStation 2, Xbox |
| Fahrenheit              | 2007               | Xbox 360 (Xbox Originals)    |
| Heavy Rain              | 2010               | PlayStation 3                |
| Heavy Rain              | 2015               | PlayStation 4                |
| Heavy Rain              | 2019               | Windows                      |
| Beyond: Due anime       | 2013               | PlayStation 3                |
| Beyond: Due anime       | 2015               | PlayStation 4                |
| Beyond: Due anime       | 2019               | Windows                      |
| Detroit: Become Human   | 2018               | PlayStation 4                |
| Detroit: Become Human   | 2019               | Windows                      |